# Peter Mgangira
Peter Mgangira (Lilongwe, 6 ottobre 1980) è un ex calciatore malawiano, di ruolo centrocampista.